# Lothar Scherpe
Lothar Scherpe est un compositeur autrichien de musiques de film.

## Biographie
Scherpe est également membre de Bösen, le groupe de soutien de l'humoriste Alfred Dorfer, où il joue du clavier et de la batterie.

## Filmographie

### Cinéma
- 1988 : Un homme à succès (de)
- 1991 : Nie im Leben
- 1992 : Tage der Rosen
- 1994 : Muttertag
- 1995 : Freispiel
- 1997 : Qualtingers Wien
- 1998 : Hinterholz 8
- 1999 : Wanted
- 1999 : Fink fährt ab (de)
- 2000 : Kaliber Deluxe
- 2001 : Home Run
- 2002 : Poppitz
- 2003 : Ravioli (de)
- 2003 : MA 2412 – Die Staatsdiener
- 2008 : Falco – Verdammt, wir leben noch!
- 2010 : 3faltig
- 2011 : Brand - Eine Totengeschichte
- 2013 : Bad Fucking (de)
- 2017 : Baumschlager (de)

### Téléfilms
- 1993 : Ein Bock zuviel
- 1995 : Bauernschach
- 1997 : Kreuzfeuer
- 1998 : Quintett komplett (de)
- 1999 : Jahrhundertrevue
- 2000 : Probieren Sie's mit einem Jüngeren
- 2001 : Zwölfeläuten
- 2003 : Jetzt erst recht
- 2004 : Princesse Marie
- 2005 : Mutig in die neuen Zeiten - Im Reich der Reblaus
- 2006 : Heute heiratet mein Mann
- 2006 : Der Spanienkämpfer (documentaire)
- 2006 : Pas de vagues
- 2006 : Die Entscheidung
- 2008 : Mutig in die neuen Zeiten - Alles anders
- 2011 : Weihnachtsengel küsst man nicht
- 2012 : Verfolgt – Der kleine Zeuge (de)
- 2012 : Die Wüstenärztin
- 2012 : La Petite Lady
- 2013 : Nicht ohne meinen Enkel
- 2014 : Blutsschwestern
- 2014 : Clara Immerwahr
- 2016 : Sommernachtsmord
- 2017 : Maximilian I. - Der Brautzug zur Macht (documentaire)

### Séries télévisées
- 1998–2002 : MA 2412
- 1998–2006 : Medicopter
- 2000-2008 : Trautmann
- 2000 : Tatort: Der Millenniumsmörder
- 2004 : Dorfers Donnerstalk
- 2005 : Tatort: Der Teufel vom Berg
- 2005 : Quatuor pour une enquête (3 épisodes)
- 2005 : 11er Haus (2 épisodes)
- Depuis 2005 : SOKO Donau (de)
- 2007 : Tatort: Familiensache
- 2008 : Tatort: Exitus
- Depuis 2009 : Schnell ermittelt (de)
- 2009 : Tatort: Gesang der toten Dinge
- 2009 : Tatort: Baum der Erlösung
- 2010 : Die Gipfelzipfler
- 2011 : Tatort: Lohn der Arbeit
- 2011 : Tatort: Ausgelöscht
- 2013 : Tatort: Zwischen den Fronten
- 2014 : Tatort: Abgründe
- 2014 : Tatort: Paradies
- 2015 : Tatort: Deckname Kidon
- 2016 : Tatort: Die Kunst des Krieges
- 2018 : SOKO Kitzbühel (3 épisodes)
- 2019 : Tatort: Wahre Lügen